# The Collection (album de Schoolly D)
Pour les articles homonymes, voir The Collection.
Albums de Schoolly D
A Gangster's Story: 1984–1996
(1996) Say It Loud, I Love Rap and I'm Proud
(1999)
The Collection est une compilation de Schoolly D, sortie le 18 octobre 1999.

## Liste des titres
| No  | Titre                    | Album original                              | Durée |
| --- | ------------------------ | ------------------------------------------- | ----- |
| 1.  | P.S.K. What Does It Mean | Schoolly D                                  | 6:29  |
| 2.  | Gucci Time               | Schoolly D                                  | 6:06  |
| 3.  | Put Your Filas On        | Schoolly D                                  | 6:13  |
| 4.  | Saturday Night           | Saturday Night! – The Album                 | 5:26  |
| 5.  | Dedication to All B-Boys | Saturday Night! – The Album                 | 4:02  |
| 6.  | Fat Gold Chain           | Smoke Some Kill                             | 3:01  |
| 7.  | Parkside 5-2             | Saturday Night! – The Album                 | 5:54  |
| 8.  | B-Boy Rhyme and Riddle   | Compilation artistes divers Steal This Disc | 5:02  |
| 9.  | Smoke Some Kill          | Smoke Some Kill                             | 3:28  |
| 10. | Mr. Big Dick             | Smoke Some Kill                             | 4:51  |
| 11. | Coqui 900                | Smoke Some Kill                             | 3:30  |
| 12. | Livin' in the Jungle     | Am I Black Enough for You?                  | 3:34  |